# SV Wehen Wiesbaden
SV Wehen Wiesbaden este un club de fotbal din Wiesbaden , Germania care evoluează în 3. Liga.

## Lotul sezonului 2023-2024
Lotul sezonului 2023-2024
| Nr. |               | Poziție | Jucător                      |
| --- | ------------- | ------- | ---------------------------- |
| 1   | Germania      | P       | Arthur Lyska                 |
| 2   | Elveția       | F       | Martin Angha                 |
| 4   | Germania      | F       | Sascha Mockenhaupt (căpitan) |
| 5   | Germania      | M       | Emanuel Taffertshofer        |
| 6   | Germania      | M       | Gino Fechner                 |
| 7   | Germania      | M       | Robin Heußer                 |
| 8   | Germania      | M       | Nick Bätzner                 |
| 9   | Țările de Jos | A       | Thijmen Goppel               |
| 10  | Germania      | A       | Antonio Jonjić               |
| 11  | Anglia        | M       | Keanan Bennetts              |
| 13  | Maroc         | P       | Mohamed Amsif                |
| 14  | Croația       | A       | Franko Kovačević             |
| 15  | Italia        | F       | Max Reinthaler               |
| 16  | Germania      | P       | Florian Stritzel             |
| 17  | Germania      | F       | Florian Carstens             |

| Nr. |                       | Poziție | Jucător                                         |
| --- | --------------------- | ------- | ----------------------------------------------- |
| 18  | Croația               | A       | Ivan Prtajin                                    |
| 19  | Danemarca             | M       | Bjarke Jacobsen                                 |
| 20  | Coreea de Sud         | M       | Lee Hyun-ju (înprumutat de la Bayern Munich II) |
| 21  | Germania              | M       | Julius Kade                                     |
| 22  | Germania              | M       | Amin Farouk                                     |
| 24  | Danemarca             | F       | Marcus Mathisen                                 |
| 26  | Serbia                | F       | Aleksandar Vukotić                              |
| 27  | Germania              | F       | Nico Rieble                                     |
| 29  | Germania              | A       | Lasse Günther (înprumutat de la Augsburg)       |
| 30  | Canada                | M       | Kianz Froese                                    |
| 31  | Germania              | P       | Noah Brdar                                      |
| 33  | Australia             | A       | John Iredale                                    |
| 34  | Bosnia și Herțegovina | A       | Amar Ćatić                                      |
| 36  | Germania              | F       | Nassim Elouarti                                 |